# Władysława Sykałowa
Władysława (Włada) Sykałowa z Wojciechowskich herbu Lubicz (ur. 31 lipca 1877 w Dębnie, zm. 6 grudnia 1970 w Krakowie) – polska nauczycielka, działaczka narodowa na Śląsku Cieszyńskim.

## Życiorys
W 1899 w Krakowie z odznaczeniem zdała egzamin dla nauczycieli szkół ludowych i wydziałowych.
Pracowała jako nauczycielka m.in. w szkole dla dziewcząt w Orłowej, gdzie była członkinią wydziału szkolnego oraz w szkole w Karwinie. Wraz z mężem była członkinią koła Macierzy Szkolnej Księstwa Cieszyńskiego w Porębie. Została wybrana do Zarządu Głównego tej organizacji. Działała w Komitecie Śląskich Związków Kobiecych i w Związku Polek w Łazach. W okresie zaborów należała do Stronnictwa Demokratyczno-Narodowego. W marcu 1915 została przewodniczącą Komitetu Pomocy dla Zniszczonych Ziem Polskich w Łazach. Podczas I wojny światowej organizowała liczne zbiórki dla walczących żołnierzy.
W sierpniu 1918 pracowała w Sekcji Śląskiej Naczelnego Komitetu Narodowego. Należała do komisji finansowej NKN. 27 października 1918 przemawiała na wiecu Rady Narodowej Księstwa Cieszyńskiego, na którym ogłoszono przyłączenie Cieszyna do Polski. Przed 1919 była członkinią Polskiego Zjednoczenia Narodowego. Następnie należała do zarządu krakowskiego koła Związku Ludowo-Narodowego. Działała także w Narodowej Organizacji Kobiet. W 1933 bezskutecznie startowała do Rady Miasta Krakowa z listy Polskiego Bloku Obrony Chrześcijańskiego Krakowa w okręgu wyborczym VII (Czarna, Nowa Wieś, Zwierzyniec). Podczas wyborów do Rady Miasta Krakowa w grudniu 1938 zasiadała w Narodowym Komitecie Wyborczym. W styczniu 1939 była jedną z założycielek Polskiej Chrześcijańskiej Kasy Bezprocentowej dla Kobiet w Krakowie.
Zmarła 6 grudnia 1970 w Krakowie. Została pochowana na Cmentarzu Salwatorskim w Krakowie (kwatera SC7-10-16).

## Rodzina
Była córką Romana Wojciechowskiego i Kamili Giebułtowskiej. Jej kuzynem ze strony ojca był znany aktor Ludwik Solski. W 1905 wyszła za mąż za inż. Juliana Sykałę, późniejszego posła na Sejm RP I kadencji z ramienia Związku Ludowo-Narodowego. Mieli razem dwie córki: Janinę i Halinę oraz syna Tadeusza.